# 1929 w nauce

## Zmarli
- 27 sierpnia – Herman Potočnik, słoweński inżynier, pionier astronautyki (ur. 1892)

## Nauki przyrodnicze i ścisłe

### Fizyka
- wykazanie proporcjonalności opisanej w prawie Hubble’a

## Nagrody Nobla
- Fizyka – Louis de Broglie
- Chemia – Arthur Harden, Hans Karl August Simon von Euler-Chelpin
- Medycyna – Christiaan Eijkman, Frederick Gowland Hopkins